# Fagama
Fagama era um título nobiliárquico da África utilizado em alguns Estados da África Ocidental; equivale ao massa bambara, a tradução do mansa mandinga do Mali. Localidades que aliavam-se a um fagama pretendiam com isso refrear ataques às caravanas que estivessem sob sua proteção; os fagamas geralmente transportavam seus bens através de um escravo ou parente de confiança. Em contrapartida, o fagama esperava poder abrigar seus guerreiros nas vilas aliadas e na possibilidade de disputa com um rival, as vilas podiam receber solicitações para contribuir com guerreiros, que podiam ou não ser honradas dependendo da situação.